# Ichneumon leucopis
Ichneumon leucopis är en stekelart som beskrevs av Gmelin 1790. Ichneumon leucopis ingår i släktet Ichneumon och familjen brokparasitsteklar. Inga underarter finns listade i Catalogue of Life.